# Concili de Constantinoble (1285)
El Concili de Constantinoble o Concili de Blaquernes fou un concili de l'Església Ortodoxa celebrat al Palau de Blaquernes (Constantinoble) el 1285. El concili, presidit pel patriarca de Constantinoble, Gregori II, el patriarca ortodox d'Alexandria, Atanasi III, i l'emperador romà d'Orient, Andrònic II Paleòleg, repudià la Unió de les Esglésies proclamada al Concili de Lió II i condemnà el patriarca unionista Joan XI.